# Ryan International Airlines
Ryan International Airlines war eine US-amerikanische Charterfluggesellschaft mit Sitz in Rockford (Illinois).

## Geschichte
Die Geschichte von Ryan International geht bis auf das Jahr 1968 zurück, als Ronald D. Ryan als Chefpilot bei Jack P. DeBoer Associates begann. Die Gesellschaft gründete 1972 die DeBoer Aviation. Im Jahr 1975 übernahmen Ron Ryan und George Ablah die DeBoer Aviation zu gleichen Teilen und nannten sie in Ryan Aviation Corporation (RAC) um. Die Gesellschaft beschäftigte sich als Flugbasisbetreiber mit Tank- und Wartungsservice. 1981 begann der Flugbetrieb als Frachtchartergesellschaft und 1983 als Passagierfluggesellschaft unter dem Namen Ryan International Airlines.
Am 30. Juni 1986 wurden Ryan Aviation und Ryan International Airlines von der PHH Group, Inc., einem am New York Stock Exchange notierten Unternehmen, gekauft und in PHH-Air Inc. umbenannt.
Am 30. Juni 1988 kaufte Ron Ryan von der PHH Group den Flugbasisbetrieb am Wichita Mid-Continent Airport mit ihrem Tankbetrieb, der Flugzeugwartung, Hangar und der Bürovermietung zurück. Der Betrieb wurde wieder in Ryan Aviation Corporation umbenannt.
Am 30. Januar 1989 wurde PHH-Air von Ron Ryan zurückgekauft und in Ryan International Airlines umbenannt. Man begann mit Flügen für den US Postal Service und als Subunternehmer für Emery Worldwide. 1992 begann der Flugbetrieb im südlichen Pazifik mit Fracht nach Guam, Saipan und den umliegenden Inseln. 
Zwischen 2003 und 2004 flog Ryan International im Linienbetrieb für AirTran von Atlanta an die US-Westküste. 2006 wurde das Hauptquartier von Wichita nach Rockford, Illinois verlegt. Zuletzt flog Ryan International ausschließlich im Auftrag des US-Militärs.
Im März 2012 meldete Ryan International Insolvenz nach Chapter 11 an, im Januar 2013 stellte sie den Flugbetrieb schließlich ein.

## Dienstleistungen
Ryan International Airlines bot folgende Dienstleistungen an:
- Wet Leasing, Aufbauunterstützung und Flottenerweiterung für neue oder bestehende Fluggesellschaften.
- Management und Flugbetrieb für Geschäftsfluggesellschaften.
- Nationale und internationale Charterflüge für Touristikunternehmen, Sport-Teams, sowie Reisegruppen.

## Flotte
Mit Stand 2013 bestand die Flotte der Ryan International Airlines aus 13 Flugzeugen (Quelle: AFQR 2013) 
- 1 Airbus A330-223
- 1 Boeing 757-236
- 2 Boeing 767-332
- 3 Boeing 767-300ER
- 6 McDonnell Douglas DC-9-83/MD-83